# Liste des chemins de fer à voie métrique de France
La liste des chemins de fer à voie métrique de France regroupe des lignes et des réseaux à voies métriques situés géographiquement sur le territoire français.
Toutefois, les réseaux de tramways urbains sont récapitulés dans la liste des tramways en France, les exploitations industrielles (carrières, industrie lourde...) ont vocation à être mentionnées dans les articles concernant ces entreprises ou les localités où elles sont (étaient) implantées, et l'ensemble des lignes de chemin de fer ne fonctionnant plus aujourd'hui est recensé dans l'article Lignes ferroviaires françaises désaffectées ou disparues, indépendamment de l'écartement des voies.

## Lignes à voie métrique actuelles

### Lignes du réseau ferré national
- Chemin de fer du Blanc-Argent (CBA Compagnie de Blanc-Argent pour le compte de la SNCF)
- Ligne de Saint-Gervais-les-Bains-Le Fayet à Vallorcine (frontière) (SNCF)
- Ligne de Villefranche - Vernet-les-Bains à Latour-de-Carol (SNCF)

### Lignes hors réseau ferré national

#### Service public
- Chemins de fer de la Corse (Collectivité de Corse)
  - Ligne de Bastia à Ajaccio
  - Ligne de Ponte-Leccia à Calvi
- Chemins de fer de Provence (Ligne de Nice à Digne) (Régie régionale des transports)

#### Ligne touristique
- Chemin de fer de la baie de Somme (Association CFBS), qui exploite une section de l'ancien réseau des chemins de fer départementaux de la Somme
- Chemins de fer des Côtes-du-Nord (Association CFCdN)
- Tramway du Mont-Blanc, TMB (Compagnie du Mont-Blanc)
- Chemin de fer du Montenvers, CM (Compagnie du Mont-Blanc)
- Panoramique des Dômes, mise en service le 16 mai 2012 (Propriétaire : Conseil départemental du Puy-de-Dôme : exploitant : CFTA pour SNC-Lavalin)
- Chemin de fer de la Rhune (propriétaire : Conseil départemental des Pyrénées-Atlantiques ; exploitant : Établissement public des stations d’altitude (EPSA))
- Chemin de fer du Vivarais "train de l'Ardèche", Tournon-sur-Rhône-St-Jean - Lamastre (SNC Chemins de fer du Vivarais) qui exploite une section de l'ancien réseau départemental du Vivarais
- Velay Express, Dunières-Saint-Agrève, qui exploite une section de l'ancien réseau départemental du Vivarais
- Musée des tramways à vapeur et des chemins de fer secondaires français (MTVS), qui exploitait une section de l'ancienne Ligne de Valmondois à Marines de 1986 à 2018
- Le MTVS met aussi progressivement à voie métrique une section de la Ligne de Saint-Omer-en-Chaussée à Vers. La section Crèvecœur-le-Grand - Rotangy est en service depuis mai 2019.
- Chemins de fer de la Voie Sacrée, reconstruction sur 4 km de l'ancienne ligne du Meusien Bar-le-Duc - Beauzé - Clermont-en-Argonne (Meuse)

Le chemin de fer d'Abreschviller en Lorraine utilise pour sa part un écartement de 700 mm (norme des chemins de fer militaires de la Prusse).

### Réseaux étrangers pénétrant en France
- Tramway de Bâle, au niveau de la gare de Leymen en Alsace. La ligne 3 est prolongée vers la gare de Saint-Louis depuis décembre 2017.
- Tramway de Genève, à Annemasse. La ligne 17 est prolongée jusque Annemasse-Parc Montessuit avec une mise en service en décembre 2019.
- Métro de Saint-Sébastien, avec son terminus à la gare d'Hendaye.
- Chemin de fer Nyon-Saint-Cergue-Morez, bien que la partie française de la ligne ait été fermée le 29 septembre 1958 puis déferrée, 23m de voie traversent toujours la frontière franco-suisse. Il s’agit du tiroir de la gare suisse de La Cure qui, étant à la limite de la frontière, n’avait guère d’autre choix que de conserver ces quelques mètres. Il est à noter que l’élection se termine à l’endroit exact de la limite territoriale suisse[1].

## Anciennes lignes converties à la voie normale
- Lignes de Guingamp à Carhaix et Paimpol, ex  Réseau breton ;
- Argy - Buzançais (soit environ 6 km) de la ligne de Salbris au Blanc ;
- Ligne de Colmar-Sud à Bollwiller, ouverte en 1901 et convertie à voie normale en 1916 ;
- Ligne de Ribeauvillé-Gare à Ribeauvillé-Ville, ouverte en 1879 et convertie à voie normale en 1894, fermée en 1938.
- Section de ligne de Soissons-Saint-Waast à Guignicourt (Aisne), de la ligne de Soissons à Rethel (Ardennes) des Chemins de fer de la Banlieue de Reims ouverte en 1901 et mise à voie normale par l'occupant allemand vers 1916, et en partie sur la rive opposée de la rivière Aisne, reconstruite en 1921 puis la section de Guignicourt à Évergnicourt (Aisne) en 1961.
- Ligne de Guise à Hirson (Aisne), de la Compagnie des Chemins de fer du Nord ouverte en 1910, et mise à voie normale par l'occupant allemand vers 1917 et reconstruite en 1919.
- Ligne de Romery (Aisne) à Liart (Ardennes), de la Compagnie des Chemins de fer départementaux de l'Aisne ouverte en 1912 et mise à voie normale par l'occupant allemand vers 1917 et reconstruite en 1922.
- Section de ligne de Blérancourt à Coucy-le-Château, de la Compagnie des Chemins de fer départementaux de l'Aisne ouverte en 1909, en voie métrique et convertie en voie mixte normale/métrique à 4 files de rails durant la guerre de 1914-1918 et conservée jusqu'à sa fermeture en 1963.

## Lignes et réseaux disparus

### Compagnies exploitant plusieurs réseaux
- Compagnie de chemins de fer départementaux (CFD)
- Société générale des chemins de fer économiques (SE ou SGCFE). Devenue en 1963 : Chemins de fer et transport automobile (CFTA)

### Auvergne-Rhône-Alpes
- Chemins de fer du Centre (CFC) (réseaux de la Loire et de l'Allier)
- Réseau du Vivarais (exploité par la compagnie de chemins de fer départementaux (CFD)) :
  - Ligne Sainte-Agrève - Dunières
  - Ligne Raucoules-Brossette - La Voûte-sur-Loire
- Chemins de fer de la Limagne

#### Ain
- Tramways de l'Ain, incluant les lignes des anciennes compagnies suivantes :
  - Compagnie du chemin de fer de Marlieux à Châtillon (M.C.)
  - Compagnie des chemins de fer économiques du Sud-Est (E.S.E.)
  - Compagnie des tramways de l'Ain (T.A.)
  - Tramway de Pont-de-Vaux à Fleurville
  - Compagnie du tramway de Gex à Ferney-Voltaire (G.F.)
  - Compagnie du chemin de fer du Haut-Rhône (H.R.)
- Chemin de fer d'Intérêt local de Bellegarde à Chezery (B.C.)
- Omnibus et tramways de Lyon (O.T.L.) (prolongements dans l'Ain)
- Tramways de Genève (prolongements dans l'Ain)

#### Ardèche
- Chemin de fer du Vivarais (CFV), qui exploitait une section de l'ancien réseau départemental du Vivarais.
- Réseau du Vivarais des chemins de fer départementaux (CFD) :
  - Ligne de La Voulte-sur-Rhône à Sainte-Agrève
  - Ligne de Tournon au Cheylard
- Tramways de l'Ardèche
- Tramway de Vals-les-Bains à Aubenas

#### Drôme
- Chemins de fer départementaux de la Drôme (6 lignes)
- Chemin de fer Taulignan-Grignan-Chamaret
- PLM ligne d'Orange à Buis-les-Baronnies (exploitation par la Société générale des chemins de fer économiques - SE).

#### Isère
- Voies ferrées du Dauphiné, incluant les lignes des anciennes compagnies suivantes :
  - Tramway de Grenoble à Chapareillan
  - Chemins de fer économiques du Nord (CEN), (lignes Grenoble – Veurey, Vienne – Estressin, Vienne – Voiron et Charavines)
  - Tramways de l'Ouest du Dauphiné
  - Chemin de fer de Voiron à Saint-Béron
- Chemin de fer de la Mure
- Tramway de Grenoble  Grenoble à Villard-de-Lans
- Omnibus et tramways de Lyon (Omnibus et Tramway de Lyon, OTL) (prolongements en Isère)
- Tramways de l'Ain (prolongements en Isère)
- Tramway de Pontcharra à la Rochette et  Allevard

#### Loire
- Chemin de fer de Saint-Galmier-Veauche à Saint-Galmier-Ville
- Chemins de fer départementaux de la Loire repris par la Société des Chemins de fer du Centre (CFC)

#### Rhône
- Chemins de fer départementaux de Rhône et Loire, ligne de Messimy à Saint-Symphorien-sur-Coise
- Tramways électriques de Viricelles-Chazelles à St Symphorien-sur-Coise et extensions
- Chemin de fer du Beaujolais. Lignes Villefranche-sur-Saône - Tarare et Villefranche-sur-Saône - Monsols
- Chemins de fer départementaux du Rhône - Saône-et-Loire
- Chemin de fer routier de Saint-Victor à Thizy
- Fourvière Ouest-Lyonnais
- Certaines lignes des Omnibus et tramways de Lyon (O.T.L.) et maintenant (T.C.L.)

#### Savoie
- Tramway Moûtiers-Salins–Brides-les-Bains (Compagnie des Voies ferrées des Alpes françaises)
- Tramway de Pont-de-Beauvoisin (Saint-Béron au Pont-de-Beauvoisin et Aoste-Saint-Genix)
- Chemin de fer du Mont-Revard (PLM)

#### Haute-Savoie
- Tramway d'Annecy à Thônes
- Chemins de fer économiques du Nord. Réseau de Haute-Savoie. Lignes Annemasse-Samoëns-Sixt, (Annemasse-)Bonne-Bonneville et St.Jeoire-Marignier

### Bourgogne-Franche-Comté
- Chemins de fer départementaux de la Côte-d'Or
- CFD. Réseau de l'Yonne :
  - Ligne de Sens à Nogent-sur-Seine
  - Ligne Laroche-L'Isle-Angély
  - Ligne de Sens à Égreville
  - Lignes Joigny-Toucy et Joigny-Auxerre
- Société générale des chemins de fer économiques (SE). Réseaux de la Nièvre et de l'Allier (9 lignes) :
  - Chemin de fer d'Autun à Château-Chinon
  - Chemin de fer de Corbigny à Saulieu
  - Chemin de fer de Nevers à Corbigny ("le Tacot")[2]
- Chemins de fer de Saône-et-Loire (5 lignes)

#### Doubs
- Compagnie des chemins de fer du Doubs,
- Compagnie du chemin de fer d'intérêt local d'Andelot à Levier
- Compagnie du tramway de Pontarlier à Mouthe, appelée « Compagnie PM
- Chemins de fer régionaux de Franche-Comté
- Tramway de la Vallée d'Hérimoncourt

#### Jura
- Chemins de fer vicinaux du Jura (CFV)
- Chemins de fer électriques du Jura

#### Haute-Saône
- Compagnie générale des Chemins de fer vicinaux (CFV) (12 lignes)

#### Territoire de Belfort
- Chemins de fer d'intérêt local du Territoire de Belfort

### Bretagne
- Réseau breton (RB) Exploitation SE
- Chemins de fer armoricains (CFA)
- Chemins de fer des Côtes-du-Nord (CdN) (19 lignes)
- Chemins de fer départementaux du Finistère (CFDF)
  - Ligne de Quimperlé à Concarneau[3]
- Tramways électriques du Finistère et sa ligne du Tramway de Brest au Conquet (TEF)
- Tramways d'Ille-et-Vilaine (TIV) (6 lignes)
- Chemins de fer du Morbihan (CM)
  - Ligne de la Roche-Bernard à Locminé
  - Ligne de Surzur à Port-Navalo
- Tramway de la Trinité à Étel (TTE)

### Centre-Val de Loire
- Tramways d'Eure-et-Loir
- Tramways de l'Indre
- Ligne de Blois à Saint-Aignan-sur-Cher Ex PO
- Tramways électriques de Loir-et-Cher
- Compagnie des tramways du Loiret
- Chemin de fer du Blanc-Argent Ex PO
- Ligne de Vierzon-Neuilly-Moulin-Jamet
- Réseau du Cher de la Société générale des chemins de fer économiques (SE). (5 lignes)
- Réseaux d'Indre-et-Loire de la Compagnie de chemins de fer départementaux (CFD) Réseaux Nord et Sud

### Corse
- Ligne de Casamozza à Porto-Vecchio

### Grand Est

#### Alsace
- Ligne de Lutzelbourg à Drulingen
- Tramway de Strasbourg (ancien réseau urbain et suburbain)
- Tramway de Munster à la Schlucht
- Tramway de Turckheim aux Trois-Épis
- Chemin de fer de la vallée de Kaysersberg (lignes de Colmar-Central à Lapoutroie et de Colmar-Central à Marckolsheim)
- Tramway de Mulhouse (ancien réseau urbain)
- Tramway de Colmar (ancien réseau urbain)

#### Champagne-Ardenne
- Chemin de fer de Foulain à Nogent-en-Bassigny
- Chemins de fer de la Banlieue de Reims
- Chemins de fer départementaux des Ardennes (CFDA)
- Ligne de Polisot aux Riceys et à Cunfin (Chemins de fer départementaux de l'Aube)
- Compagnie des chemins de fer électriques de Champagne (CEC, jamais mis en service)

#### Lorraine
- Ligne de Toul à Thiaucourt
- Ligne de Lunéville à Blâmont et à Badonviller
- Ligne de Lunéville à Einville et Jolivet
- Tramway de Longwy
- Réseau du Meusien (Compagnie des chemins de fer d'intérêt local de la Meuse ; Compagnie meusienne de chemins de fer, reprise par la Société générale des chemins de fer économiques (France)Société générale des chemins de fer économiques).
- Ligne Thionville - Mondorf-les-Bains
- Ligne de Lutzelbourg à Drulingen |
- Tramway de Morhange
- Tramway de Saint-Avold
- Tramway de Thionville
- Tramway de Forbach
- Ligne de Raon-l'Étape à Raon-sur-Plaine
- Tramway de Remiremont à Gérardmer
- Tramway de Gérardmer à la Schlucht et au Hohneck
- Tramway d'Épinal

### Hauts-de-France

#### Aisne
- Chemins de fer départementaux de l'Aisne (CDA) puis Compagnie des chemins de fer secondaires du Nord-Est (CFSNE)
- Chemins de fer départementaux des Ardennes (CFDA) - Lignes Asfeld - Montcornet et Dizy-le-Gros - Saint-Erme
- Chemins de fer du sud de l'Aisne (CSA)
- Chemins de fer de la Banlieue de Reims (CBR) - Ligne Soissons - Rethel puis Chemins de Fer Secondaires du Nord-Est (CFSNE)
- Chemins de fer d'Intérêt Local du Nord de la France (ILNF) - Lignes Roisel - Hargicourt et Guise - Le Catelet
- Chemin de fer de Laon-Ville à Laon-Gare (CFL)
- Chemin de fer du Cambrésis (3 lignes)
- Compagnie de chemins de fer départementaux  (CFD), Ligne de la Ferté-sous-Jouarre à Montmirail

#### Nord
- Chemin de fer du Cambrésis Exploitation SE de 1921 à 1924
- Chemin de fer de Hazebrouck à Bergues et Hondschoote
- Chemins de fer économiques du Nord. Réseaux de Valenciennes et du Nord (9 lignes)
  - Ligne de tramway Armentières - Halluin
  - Ligne de tramway Saint-Amand - Hellemmes
- Société générale des chemins de fer économiques(SE). Réseau du Nord (5 lignes)
  - Ligne d'Avesnes-sur-Helpe à Solesmes (45 km)[4]
- Compagnie des chemins de fer d'intérêt local du Nord de la France
- Ligne Maubeuge - Villers-Sire-Nicole

#### Oise
- Chemins de fer départementaux de l'Oise :
  - Chemin de fer de Hermes à Beaumont (Exploitation : Compagnie générale de voies ferrées d'intérêt local (VFIL))
  - Ligne Estrées-Saint-Denis - Froissy - Crèvecœur-le-Grand (Exploitation VFIL)
  - Ligne Méru - Labosse (Exploitation VFIL)
  - Chemins de fer du Sud de l'Aisne (CSA) - Ligne Gandelu - Mareuil-sur-Ourcq
  - Chemins de fer départementaux de l'Aisne (CDA) - Ligne Coucy - Vic-sur-Aisne (commune d'Autrèches (60) desservie)
  - Société du Chemin de fer d'IL de Bussy à Ercheu
  - Compagnie des Chemins de fer de Milly à Formery (MF) exploitation VFIL à partir de 1922
  - Compagnie de Noyon à Guiscard et Lassigny (NGL) (2 lignes) exploitation VFIL à partir de 1922

#### Pas-de-Calais
- Ligne de Berck-Plage à Paris-Plage (Chemin de fer Anvin-Calais)
- Tramway d'Étaples à Paris-Plage
- Tramway du Touquet-Paris-Plage
- Chemin de fer d'Anvin à Calais Exploitation C.G.V.F.I.L. à partir de 1919. (5 lignes)
- Ligne d'Aire-sur-la-Lys à Berck-Plage (Compagnie d'Aire à Fruges et Rimeux-Gournaix à Berck) exploitation C.G.V.F.I.L. à partir de 1919.
- Tramway à vapeur d'Ardres à Pont-d'Ardres exploitation C.G.V.F.I.L.L à partir de 1919.
- Chemins de fer économiques du Nord. Réseau du Pas-de-Calais (CEN): ligne de Boulogne-sur-Mer à Bonningues-lès-Ardres
- Tramway de Béthune à Estaires

#### Somme
- Chemins de fer départementaux de la Somme (Exploitation Chemins de fer économiques (SE) - 10 lignes)
- Chemin de fer de Roisel à Hargicourt (Exploitation Compagnie des chemins de fer d'intérêt local du Nord de la France (ILNF))
- Tramway d'Amiens

### Île-de-France
- Ligne de Valmondois à Marines (Exploitation Société générale des chemins de fer économiques (SE))
- Ligne de Lagny à Mortcerf (1872-1934, Chemins de fer départementaux. Réseau de Seine-et-Marne)
- Ligne de Montereau à Château-Landon (1889-1959, Chemins de fer départementaux. Réseau de Seine-et-Marne)
- Réseau de Seine-et-Marne (3 lignes, 1901-1950)
- Tramway Sud de Seine-et-Marne (TSM)
- Tramway Enghien - Montmorency (transformé en voie normale en 1908)
- Tramway de Meaux à Dammartin (1911-1958)
- Tramway de Melun (1901-1917)
- Tramway de Fontainebleau (1896-1953)

### Normandie
- Ligne Cormeilles - Pont-l'Évêque, prolongement de la ligne Cormeilles - Glos-Montfort (Eure)
- Voies ferrées économiques de l'Orne et ses deux lignes : 
  - Ligne de Carrouges à Trun
  - Ligne de Mortagne-au-Perche à La Loupe
- Chemins de fer de la Manche (dont la ligne de Condé-sur-Vire à Granville)
  - Ligne de Granville à Sourdeval
- Chemin de fer de Normandie
- Tramway de Saint-Romain-de-Colbosc

### Nouvelle-Aquitaine
- PO-Corrèze (exploitation par le PO)
- Transcorrézien (tramways départementaux de la Corrèze)
- Chemins de fer départementaux de la Haute-Vienne

#### CharenteetCharente-Maritime
- Chemins de fer économiques des Charentes (10 lignes)
- Compagnie de chemins de fer départementaux (CFD). Réseau des Charentes (5 lignes)

#### Deux-Sèvres
- Tramways des Deux-Sèvres

#### Dordogne
- Chemins de fer du Périgord
- Tramways de la Dordogne

#### Gironde
- Société générale des chemins de fer économiques (SE), Réseau des Landes, de la Gironde et du Blayais (7 lignes) (voie normale)
- Tramways électriques du Libournais, (voie normale)
- Tramway de Bordeaux à Cadillac (TBC)

#### Lot-et-Garonne
- Voies ferrées départementales du midi de la France. Réseau de Lot-et-Garonne

#### Pyrénées-Atlantiques
- Chemin de fer Pau - Oloron - Mauléon
- Chemin de fer de la Rhune
- Tramway à vapeur de Chalosse et du Béarn

#### Vienne
- Tramways de la Vienne
- Voies ferrées économiques du Poitou (VFEP)

### Occitanie

#### Ariège(09)
- Ligne de Saint-Girons à Castillon et à Sentein
- Ligne de Oust à Aulus-les-Bains
- Ligne de Toulouse-Roguet à Sabarat (CFSO)
- Ligne de Carbonne au Mas-d'Azil (CFSO)
- Ligne de Tarascon-sur-Ariège à Auzat (tramway à vapeur)
- Tramways électriques de l'Ariège
- Chemins de fer du Sud-Ouest

#### Aude(11)
- Tramways de l´Aude

#### Aveyron(12)
- Compagnie du tramway de Rodez (1902-1920)

#### Gard(30)
- Chemins de fer de Camargue

#### Haute-Garonne(31)
- Chemins de fer du Sud-Ouest (8 lignes)
  - Ligne de Carbonne au Mas-d'Azil
  - Ligne de Saint-Gaudens à Aspet
  - Ligne de Toulouse à Boulogne-sur-Gesse
  - Ligne de Toulouse-Roguet à Sabarat
  - Ligne de Toulouse à Cadours
  - Ligne de Toulouse à Revel
- Ligne de Marignac au Pont-du-Roy (Compagnie du Tramway électrique de Marignac au Val d'Aran)
- Voies ferrées départementales du Midi (Ligne de Toulouse à Castres par Verfeil et de Castres à Revel)

#### Gers(32)
- Département desservi depuis les départements limitrophes.

#### Lot(46)
- Tramways du Quercy (ligne Bretenoux-Biars - Saint-Céré)

#### Lozère(48)
- Section Florac-Sainte-Cécile-d'Andorge Compagnie de chemins de fer départementaux (CFD).

#### Hautes-Pyrénées(65)
- Tramway Pierrefitte – Cauterets – Luz

#### Pyrénées-Orientales(66)
- Ligne d'Arles-sur-Tech à Prats-de-Mollo (avec embranchement vers Saint-Laurent de Cerdans)
- Chemins de fer des Pyrénées-orientales

#### Tarn(81)
- Chemins de fer départementaux du Tarn
- Chemins de fer et tramways du Tarn. Ligne Laboutarié-Lavaur

#### Tarn-et-Garonne82)
- Tramways électriques de Tarn-et-Garonne

### Pays de la Loire
- Chemin de fer à voie étroite de Châteaubriand à Erbray et extensions (voir article tramway d'Erbray)
- Chemins de fer du Morbihan. Réseau de Loire-Inférieure (5 lignes, dont la Ligne de Pornic à Paimbœuf)
- Tramways de la Sarthe (12 lignes)
- Tramways de Saumur et extensions : Lignes Saumur PO-Fontevrault et Saumur-Saint-Hilaire
- Chemins de fer d'intérêt local de l'Anjou dit « Petit Anjou »
- Tramways de la Vendée (11 lignes). Rattaché au Réseau de l'État.
- Ligne de Bourgneuf aux Sables-d'Olonne
- Compagnie française de chemins de fer à voie étroite : ligne de Nantes à Legé et ligne des Sorinières à Rocheservière
- Chemins de fer départementaux de la Mayenne

### Provence-Alpes-Côte d'Azur
- Chemins de fer de Camargue
- Chemins de fer de Provence (CP, anciennement Compagnie des chemins de fer du Sud de la France (Sud-France))
  - Ligne Central-Var (Meyrargues - Nice)
  - Ligne des Alpes (Nice - Digne)
  - Ligne du littoral varois (Toulon - Saint-Raphaël)
- Ligne d'Orange à Buis-les-Baronnies (SE. Réseau du Vaucluse)
- Tramways des Alpes-Maritimes (7 lignes)
- Chemin de fer de La Turbie à Monte-Carlo (Beausoleil)
- Tramways électriques de l'Ouest Varois

### Outre-Mer

#### La Réunion
- Chemin de fer de La Réunion

#### Nouvelle-Calédonie
- Chemin de fer de Nouméa à Païta

## Chemins de fer industriels
- Mine de Baburet
- Sucrerie de Nangis (Ile-de-France)
- Réseau du Tarn (Minier)
- Chemin de fer industriel de Fleurines et Villers-Saint-Frambourg à Pont-Sainte-Maxence, de la fin de XIXe siècle à 1920:
- Plâtrière Lambert à Vaujours (93)
- Forges de Gueugnon (Saône-et-Loire)